# 手指餅乾
手指餅乾是一種口感鬆脆，以雞蛋為基底製作的甜海綿蛋糕，因其外表形似大拇指而得名。它是許多甜點食譜（例如乳脂鬆糕和夏洛緹）中的主要成分之一，手指餅乾還被用作水果及巧克力奶油蛋糕的襯墊，有時亦被用為製作提拉米蘇的材料。通常在製作提拉米蘇時，手指餅乾會被浸泡於糖漿或利口酒中，又或者泡在咖啡、義式濃縮咖啡裡。